# Pieter Huistra
Pieter Huistra (født 18. januar 1967) er en tidligere hollandsk fodboldspiller.

## Hollands fodboldlandshold
| Hollands landshold | Hollands landshold | Hollands landshold |
| År                 | Kmp                | Mål                |
| ------------------ | ------------------ | ------------------ |
| 1988               | 1                  | 0                  |
| 1989               | 4                  | 0                  |
| 1990               | 0                  | 0                  |
| 1991               | 3                  | 0                  |
| Total              | 8                  | 0                  |